# Capromyinae
Sous-famille

Les Capromyinae sont une sous-famille de l'ordre des Rongeurs qui comprend des hutias. Elle a été décrite pour la première fois en 1842 par le naturaliste britannique Charles Hamilton Smith (1776-1859), de même que la famille des Capromyidae.
Hormis les Geocapromys, les espèces de cette sous-famille sont toutes endémiques de Cuba. Plusieurs sont en danger d'extinction et même peut-être déjà éteintes selon l'Union internationale pour la conservation de la nature.

## Liste des genres
Selon Mammal Species of the World (version 3, 2005)  (8 janv. 2013) et ITIS (8 janv. 2013) :
- genre Capromys Desmarest, 1822 - les hutias à longue queue[3]
- genre Geocapromys Chapman, 1901 - les hutias à queue courte[3]
- genre Mesocapromys Varona, 1970
- genre Mysateles Lesson, 1842

### Liste des genres et espèces
Selon Mammal Species of the World (version 3, 2005)  (8 janv. 2013) :
- genre Capromys
  - Capromys gundlachianus
  - Capromys pilorides
- genre Geocapromys
  - Geocapromys brownii
  - Geocapromys ingrahami
  - † Geocapromys thoracatus - éteint
- genre Mesocapromys
  - Mesocapromys angelcabrerai
  - Mesocapromys auritus
  - Mesocapromys melanurus
  - Mesocapromys nanus - éteint ?
  - Mesocapromys sanfelipensis - éteint ?
- genre Mysateles
  - Mysateles garridoi - éteint ?
  - Mysateles meridionalis
  - Mysateles prehensilis